# Пискерник, Ангела
Ангела Пискерник (словен. Angela Piskernik; 27 августа 1886, Lobnig, Айзенкаппель-Феллах — 23 декабря 1967, Любляна) — австрийско-югославский ботаник и консервационист.

## Биография
Ангела Пискерник родилась в местечке Бад-Айзенкаппель (на словенском известное как Железна-Капла) в южной Каринтии, которое тогда находилось в Австро-Венгрии и осталось после её распада в Австрии после окончания Первой Мировой Войны. Она получила степень доктора ботаники в Венском университете в 1914 году. Среди её преподавателей был Ганс Молиш. Впоследствии она получила учёные степени в области анатомии и физиологии растений. Затем Пискерник работала в провинциальном музее в Любляне и преподавала в различных средних школах.
Остро ощущая свою принадлежность к словенской нации Пискерник принимала активное участие в Каринтийском плебисците и в клубе мигрантов. В 1943 году она была заключена в тюрьму и содержалась в нацистском концлагере Равенсбрюк. Она упоминается в автобиографическом романе «Ангел забвения» (нем. Engel des Vergessens) австрийской писательницы Майи Хадерлап.
После окончания Второй мировой войны Ангела Пискерник стала директором Словенского музея естественной истории в Любляне и работала в Службе охраны природы. В частности, она участвовала в работе по обновлению и защите Альпийского ботанического сада Юлианы и национального парка Триглав. Она находилась под влиянием итальянского консервациониста Ренцо Видесотта.
В 1960-х годах Пискерник возглавляла югославскую делегацию на Международной комиссии по охране Альп (CIPRA) и предложила создать транснациональный природный парк с Австрией, в Савинских Альпах и Караванке. Однако этот проект не был реализован. Сегодня эта территория является частью Зелёного пояса Европы. Ангела Пискерник скончалась 23 декабря 1967 года в Любляне.

## Работы
- Jugoslovansko-Avstrijski visokogorski park (predlog za zavarovanje) Архивная копия от 4 апреля 2019 на Wayback Machine (1965), Varstvo narave 4, pp. 7-15